# هلیابووو
هلیابووو (به بلغاری: Hlyabovo) یک منطقهٔ مسکونی در بلغارستان است که در توپولوفگراد واقع شده‌است.
 هلیابووو ۵۲٬۶۶۶ کیلومتر مربع مساحت و ۵۶۷ نفر جمعیت دارد و ۴۰۴ متر بالاتر از سطح دریا واقع شده‌است.